# Società Sportiva Barletta Calcio 2012-2013
Questa voce raccoglie le informazioni riguardanti la Società Sportiva Barletta Calcio nelle competizioni ufficiali della stagione 2012-2013.

## Divise e sponsor
Lo sponsor tecnico per la stagione 2012-2013 è Sportika e lo sponsor ufficiale è Bicap. La prima maglia è biancorossa sia sul davanti, sia sul retro con i numeri di colore nero e segue il modello Barcellona, secondo il catalogo del fornitore ufficiale. I pantaloncini sono rossi secondo il modello Porto del catalogo del fornitore ufficiale e le calze rosse; la seconda maglia è rossa con inserti bianchi, secondo il modello Italia del catalogo dello sponsor tecnico, i pantaloncini sono rossi, secondo il modello Porto del catalogo e le calze rosse con i numeri in colore bianco; la terza maglia è verde con inserti bianchi, secondo il modello Italia del catalogo, i pantaloncini sono verdi e seguono il modello Porto e le calze verdi con i numeri in colore bianco.
È stata utilizzata un'altra tenuta in occasione della partita Andria-Barletta del 17 marzo 2013, della partita Paganese-Barletta del 7 aprile 2013 e di Carrarese-Barletta del 28 aprile 2013 ed è composta dalla maglia bianca con inserti grigi, secondo il modello Italia del fornitore, i pantaloncini rossi secondo il modello Porto e i calzettoni rossi.
| 1^ Maglia | 2^ Maglia | 3^ Maglia | 4^ Maglia |

## Organigramma societario
Area direttiva:
- Presidente: Roberto Tatò
- Vicepresidente: Walter Tatò

Area comunicazione
- Ufficio Stampa: Matteo Tabacco poi[10] Rosario Dimastromatteo e Giuseppe Savino

Area organizzativa
- Segretario Generale: Domenico Damato
- Delegato Sicurezza: Ruggiero Dicorato
- Magazzinieri: Costantino Dicorato e Cosimo Montereale

Area tecnica:
- Direttore Sportivo: Giuseppe Pavone fino al 16 dicembre 2012,[11] Gabriele Martino dal 3 gennaio 2013[12]
- Allenatore: Raffaele Novelli,[1] dal 30 ottobre 2012 Paolo Stringara,[2] dal 17 dicembre 2012 Raffaele Novelli,[3] dal 4 marzo 2013 Nevio Orlandi[4][5]
- Allenatore in seconda: Elio Di Toro,[4] dal 4 marzo 2013 Nicola Di Leo[6]
- Preparatore dei portieri: Nicola Di Leo
- Preparatore atletico: Antonio Fabbiano,[4] dal 4 marzo 2013 Luigi Mondilla[6]

Area sanitaria
- Responsabile sanitario: Cosimo Piazzolla[13]
- Medico sociale: Cosimo Piazzolla poi[13] Alessandro Canfora
- Fisioterapisti: Tommaso De Ruvo e Giuseppe Scommegna

## Rosa
| N. |                    | Ruolo | Calciatore           |
| -- | ------------------ | ----- | -------------------- |
|    | Italia (bandiera)  | P     | Marco Cilli          |
|    | Italia (bandiera)  | P     | Luca Liverani        |
|    | Italia (bandiera)  | P     | Pasquale Pane        |
|    | Italia (bandiera)  | D     | Marco Angeletti      |
|    | Italia (bandiera)  | D     | Lorenzo Burzigotti   |
|    | Italia (bandiera)  | D     | Luca Calapai         |
|    | Italia (bandiera)  | D     | Vincenzo Camilleri   |
|    | Italia (bandiera)  | D     | Alessandro De Leidi  |
|    | Italia (bandiera)  | D     | Fabrizio Di Bella    |
|    | Italia (bandiera)  | D     | Michele Ferrara      |
|    | Italia (bandiera)  | D     | Francesco Mazzarani  |
|    | Brasile (bandiera) | D     | Lúan Menegaz         |
|    | Italia (bandiera)  | D     | Andrea Mengoni       |
|    | Italia (bandiera)  | D     | Michelangelo Minieri |
|    | Italia (bandiera)  | D     | Filippo Petterini    |
|    | Italia (bandiera)  | D     | Andrea Pippa         |
|    | Italia (bandiera)  | D     | Fabio Romeo          |
|    | Italia (bandiera)  | C     | Michele Albanese     |
|    | Italia (bandiera)  | C     | Riccardo Allegretti  |
|    | Italia (bandiera)  | C     | Federico Cerone      |

| N. |                    | Ruolo | Calciatore           |
| -- | ------------------ | ----- | -------------------- |
|    | Italia (bandiera)  | C     | Jacopo Dall'Oglio    |
|    | Italia (bandiera)  | C     | Jacopo Dezi          |
|    | Italia (bandiera)  | C     | Fabio Meduri         |
|    | Italia (bandiera)  | C     | Matteo Meucci        |
|    | Italia (bandiera)  | C     | Salvatore Molina     |
|    | Italia (bandiera)  | C     | Marco Piccinni       |
|    | Austria (bandiera) | C     | Jürgen Prutsch       |
|    | Francia (bandiera) | C     | Nakim Youssoufa      |
|    | Italia (bandiera)  | C     | Antonio Vacca        |
|    | Italia (bandiera)  | C     | Giacomo Zappacosta   |
|    | Italia (bandiera)  | A     | Riccardo Barbuti     |
|    | Italia (bandiera)  | A     | Mirko Carretta       |
|    | Italia (bandiera)  | A     | Stefano Castellani   |
|    | Italia (bandiera)  | A     | Emanuele Cicerelli   |
|    | Italia (bandiera)  | A     | Michele De Lucia     |
|    | Italia (bandiera)  | A     | Francesco Di Gennaro |
|    | Brasile (bandiera) | A     | Daniel Ferreira      |
|    | Italia (bandiera)  | A     | Raffaele Franchini   |
|    | Italia (bandiera)  | A     | Andrea La Mantia     |
|    | Italia (bandiera)  | A     | Daniele Simoncelli   |

## Calciomercato

### Sessione estiva(dall'1/7/2012 al 31/8/2012)
| Acquisti | Acquisti            | Acquisti      | Acquisti          |
| R.       | Nome                | da            | Modalità          |
| -------- | ------------------- | ------------- | ----------------- |
| A        | Riccardo Barbuti    | Sassuolo      | compartecipazione |
| D        | Lorenzo Burzigotti  | Reggina       | prestito          |
| D        | Luca Calapai        | Catania       | prestito          |
| A        | Mirko Carretta      | Benevento     | prestito          |
| A        | Stefano Castellani  | Empoli        | compartecipazione |
| D        | Antonio Crescente   | Valenzana     | fine prestito     |
| D        | Francesco D'Addato  | Val di Sangro | fine prestito     |
| C        | Jacopo Dall'Oglio   | Reggina       | prestito          |
| D        | Alessandro De Leidi | Atalanta      | compartecipazione |
| C        | Jacopo Dezi         | Napoli        | prestito          |
| D        | Fabrizio Di Bella   | Livorno       | prestito          |
| A        | Daniel Ferreira     | Varese        | compartecipazione |
| P        | Marco Frascolla     | Celano        | fine prestito     |
| A        | Andrea La Mantia    | Frosinone     | prestito          |
| P        | Luca Liverani       | Celano        | definitivo        |
| C        | Fabio Meduri        | Foggia        | definitivo        |
| D        | Lúan Menegaz        | Empoli        | prestito          |
| C        | Matteo Meucci       | Genoa         | definitivo        |
| C        | Salvatore Molina    | Atalanta      | prestito          |
| C        | Marco Piccinni      | Piacenza      | definitivo        |
| C        | Antonio Vacca       | Benevento     | prestito          |

| Cessioni | Cessioni               | Cessioni           | Cessioni                                     |
| R.       | Nome                   | a                  | Modalità                                     |
| -------- | ---------------------- | ------------------ | -------------------------------------------- |
| P        | Michelangelo Cafagna   | Terlizzi           | prestito                                     |
| A        | Gianfranco Caggianelli | Neapolis           | riscatto compartecipazione (nessun deposito) |
| C        | Arturo Caputo          | Fortis Trani       | prestito                                     |
| C        | Federico Cerone        | Mantova            | definitivo                                   |
| D        | Antonio Crescente      | Martina            | definitivo                                   |
| D        | Francesco D'Addato     | Martina            | definitivo                                   |
| C        | Vincenzo De Liguori    | Nocerina           | fine prestito                                |
| A        | Michele De Lucia       | FC Francavilla     | prestito                                     |
| C        | Domenico Di Cecco      | Virtus Lanciano    | fine prestito                                |
| D        | Michele Ferrara        | FC Francavilla     | prestito                                     |
| A        | Raffaele Franchini     | Venezia            | definitivo                                   |
| C        | Simone Guerri          | Gubbio             | definitivo                                   |
| A        | Yonese Hanine          | Chievo             | fine prestito                                |
| A        | Saveriano Infantino    | L'Aquila           | definitivo                                   |
| P        | Pietro Marino          | Reggina            | fine prestito                                |
| D        | Mattia Masiero         | Trissino-Valdagno  | definitivo                                   |
| A        | Fabio Mazzeo           | Nocerina           | definitivo                                   |
| D        | Andrea Mengoni         | Benevento          | definitivo                                   |
| D        | Vincenzo Migliaccio    | Fidelis Andria     | svincolato                                   |
| D        | Giōrgos Pelagias       | Olympiakos Nicosia | definitivo                                   |
| D        | Andrea Pisani          | Portogruaro        | fine prestito                                |
| C        | Fabrizio Romondini     | Paganese           | definitivo                                   |
| A        | Antonio Schetter       | Nocerina           | definitivo                                   |
| P        | Vincenzo Sicignano     |                    | fine carriera                                |

### Operazioni fuori sessione(dall'1/9/2012 al 2/1/2013)
| Acquisti | Acquisti            | Acquisti  | Acquisti   |
| R.       | Nome                | da        | Modalità   |
| -------- | ------------------- | --------- | ---------- |
| C        | Riccardo Allegretti | Triestina | definitivo |
| D        | Fabio Romeo         | Lecce     | definitivo |

| Cessioni | Cessioni             | Cessioni      | Cessioni   |
| R.       | Nome                 | a             | Modalità   |
| -------- | -------------------- | ------------- | ---------- |
| A        | Francesco Di Gennaro | Matera Calcio | definitivo |
| D        | Michelangelo Minieri |               | svincolato |
| C        | Giacomo Zappacosta   | Lecce         | prestito   |

### Sessione invernale(dal 3/1/2013 al 31/1/2013)
| Acquisti | Acquisti             | Acquisti | Acquisti      |
| R.       | Nome                 | da       | Modalità      |
| -------- | -------------------- | -------- | ------------- |
| D        | Vincenzo Camilleri   | Reggina  | prestito      |
| P        | Michelangelo Cafagna | Terlizzi | fine prestito |
| D        | Andrea Pippa         |          | svincolato    |
| C        | Jürgen Prutsch       | Livorno  | prestito      |

| Cessioni | Cessioni           | Cessioni         | Cessioni                   |
| R.       | Nome               | a                | Modalità                   |
| -------- | ------------------ | ---------------- | -------------------------- |
| A        | Stefano Castellani | Empoli           | riscatto compartecipazione |
| A        | Domenico Ceci      | Audace Cerignola | prestito                   |
| C        | Antonio Vacca      | Benevento        | fine prestito              |

### Operazioni fuori sessione(dall'1/2/2013 al 31/3/2013)
| Acquisti | Acquisti        | Acquisti | Acquisti   |
| R.       | Nome            | da       | Modalità   |
| -------- | --------------- | -------- | ---------- |
| C        | Nakim Youssoufa |          | svincolato |

| Cessioni | Cessioni          | Cessioni | Cessioni   |
| R.       | Nome              | a        | Modalità   |
| -------- | ----------------- | -------- | ---------- |
| D        | Filippo Petterini |          | svincolato |

## Risultati

### Prima Divisione

#### Girone di andata
| Arbitro: | Intagliata (Siracusa) |

|                                          |           |                                     |
| Carboni 9’, 50’ Fioretti 38’ S. Cruz 82’ | Marcatori | 25’, 55’ (rig.) Dezi 73’ Simoncelli |

| Arbitro: | Aversano (Treviso) |

|  |           |              |
|  | Marcatori | 36’ Politano |

| Arbitro: | Bindoni (Venezia) |

|               |           |                           |
| Perez 3’, 88’ | Marcatori | 41’ Barbuti 90’ La Mantia |

| Barletta 23 settembre 2012, ore 18:00 CEST 4ª giornata | Barletta       | 0 – 0 referto | Nocerina | Stadio Cosimo Puttilli (2.217 spett.)\| Arbitro: \| Adduci (Paola) \| |
| Arbitro:                                               | Adduci (Paola) |               |          |                                                                       |

| Arbitro: | D'Angelo (Ascoli Piceno) |

|              |           |  |
| Castaldo 48’ | Marcatori |  |

| Arbitro: | Brasi (Seregno) |

|               |           |                                                 |
| La Mantia 71’ | Marcatori | 39’ Agodirin 43’ (rig.) Tortolano 65’ Cottafava |

| Gubbio 14 ottobre 2012, ore 15:00 CEST 7ª giornata | Gubbio         | 0 – 0 referto | Barletta | Stadio Pietro Barbetti (2.010 spett.)\| Arbitro: \| Saia (Palermo) \| |
| Arbitro:                                           | Saia (Palermo) |               |          |                                                                       |

| Arbitro: | Minelli (Varese) |

|                                     |           |               |
| Ganci 10’, 82’ (rig.) Santoruvo 75’ | Marcatori | 48’ La Mantia |

| Arbitro: | Ripa (Nocera Inferiore) |

|  |           |           |
|  | Marcatori | 39’ Arini |

| Arbitro: | Fanton (Lodi) |

|               |           |                      |
| Schenetti 47’ | Marcatori | 53’ Dezi 61’ Calapai |

| Arbitro: | Pelagatti (Arezzo) |

|  |           |             |
|  | Marcatori | 16’ Girardi |

| Arbitro: | Cifelli (Campobasso) |

|              |           |  |
| Disabato 31’ | Marcatori |  |

| Arbitro: | Minelli (Varese) |

|                           |           |                                |
| Molina 11’ Burzigotti 33’ | Marcatori | 40’ (rig.) Makinwa 88’ Mancuso |

| Arbitro: | Verdanelli (Foligno) |

|                                       |           |  |
| Trocar 38’ Calamai 44’ Magnaghi 90+4’ | Marcatori |  |

| Arbitro: | Saia (Palermo) |

|                             |           |                         |
| Burzigotti 53’ Carretta 82’ | Marcatori | 57’ Mancosu 90’ Montini |

#### Girone di ritorno
| Arbitro: | Maresca (Napoli) |

|  |           |                     |
|  | Marcatori | 60’ (rig.) Fioretti |

| Arbitro: | Dei Giudici (Latina) |

|  |           |            |
|  | Marcatori | 80’ Meduri |

| Arbitro: | Sacchi (Macerata) |

|          |           |  |
| Dezi 49’ | Marcatori |  |

| Arbitro: | Abisso (Palermo) |

|                                                 |           |  |
| Chiosa 57’ Daffara 65’ Evacuo 74’ Giuliatto 89’ | Marcatori |  |

| Arbitro: | Bindoni (Venezia) |

|                               |           |                                  |
| Allegretti 59’ Burzigotti 70’ | Marcatori | 71’ Izzo 79’ Castaldo 83’ Zigoni |

| Arbitro: | Mangialardi (Pistoia) |

|                           |           |  |
| Barraco 71’ Jefferson 88’ | Marcatori |  |

| Arbitro: | Ripa (Nocera Inferiore) |

|          |           |                            |
| Dezi 87’ | Marcatori | 27’ Belfasti 44’ Galabinov |

| Barletta 10 marzo 2013, ore 14:30 CET 23ª giornata | Barletta        | 0 – 0 referto | Frosinone | Stadio Cosimo Puttilli (2000 circa spett.)\| Arbitro: \| Chiffi (Padova) \| |
| Arbitro:                                           | Chiffi (Padova) |               |           |                                                                             |

| Andria 17 marzo 2013, ore 18:00 CET 24ª giornata | Fidelis Andria      | 0 – 0 referto | Barletta | Stadio Degli Ulivi (2.498 spett.)\| Arbitro: \| Aureliano (Bologna) \| |
| Arbitro:                                         | Aureliano (Bologna) |               |          |                                                                        |

| Barletta 24 marzo 2013, ore 14:30 CET 25ª giornata | Barletta          | 0 – 0 referto | Sorrento | Stadio Cosimo Puttilli (1.890 spett.)\| Arbitro: \| Benassi (Bologna) \| |
| Arbitro:                                           | Benassi (Bologna) |               |          |                                                                          |

| Arbitro: | Lanza (Nichelino) |

|             |           |  |
| Caturano 7’ | Marcatori |  |

| Arbitro: | Cangiano (Napoli) |

|                                       |           |  |
| La Mantia 39’ Allegretti 51’ Dezi 63’ | Marcatori |  |

| Arbitro: | Dei Giudici (Latina) |

|              |           |                          |
| Anzalone 38’ | Marcatori | 59’ Cicerelli 77’ Molina |

| Arbitro: | Aureliano (Bologna) |

|                                                    |           |  |
| Dall'Oglio 14’ Dezi 39’ La Mantia 84’ Carretta 90’ | Marcatori |  |

| Benevento 12 maggio 2013, ore 15:00 CEST 30ª giornata | Benevento        | 0 – 0 referto | Barletta | Stadio Ciro Vigorito (2.142 spett.)\| Arbitro: \| Rapuano (Rimini) \| |
| Arbitro:                                              | Rapuano (Rimini) |               |          |                                                                       |

### Play-out
| Arbitro: | Bruno (Torino) |

|                              |           |  |
| Allegretti 86’ La Mantia 90’ | Marcatori |  |

| Arbitro: | Chiffi (Padova) |

|  |           |              |
|  | Marcatori | 84’ Carretta |

### Coppa Italia
| Arbitro: | Albertini (Ascoli Piceno) |

|  |           |                                                   |
|  | Marcatori | 10’ Tozzi Borsoi 23’ Clemente 90+2’ Al. Benedetti |

### Coppa Italia Lega Pro

#### Fase 1 a eliminazione diretta
| Arbitro: | Di Martino (Teramo) |

|                              |           |                |
| Germinale 86’ E. Marchi 110’ | Marcatori | 29’ Castellani |

## Statistiche

### Statistiche di squadra
| Competizione             | Punti | In casa | In casa | In casa | In casa | In casa | In casa | In trasferta | In trasferta | In trasferta | In trasferta | In trasferta | In trasferta | Totale | Totale | Totale | Totale | Totale | Totale | DR  |
| Competizione             | Punti | G       | V       | N       | P       | Gf      | Gs      | G            | V            | N            | P            | Gf           | Gs           | G      | V      | N      | P      | Gf     | Gs     | DR  |
| ------------------------ | ----- | ------- | ------- | ------- | ------- | ------- | ------- | ------------ | ------------ | ------------ | ------------ | ------------ | ------------ | ------ | ------ | ------ | ------ | ------ | ------ | --- |
| Lega Pro Prima Divisione | 27    | 15      | 3       | 5       | 7       | 16      | 16      | 15           | 3            | 4            | 8            | 11           | 23           | 30     | 6      | 9      | 15     | 27     | 39     | -12 |
| Coppa Italia             | -     | 1       | 0       | 0       | 1       | 0       | 3       | 0            | 0            | 0            | 0            | 0            | 0            | 1      | 0      | 0      | 1      | 0      | 3      | -3  |
| Coppa Italia Lega Pro    | -     | 0       | 0       | 0       | 0       | 0       | 0       | 1            | 0            | 0            | 1            | 1            | 2            | 1      | 0      | 0      | 1      | 1      | 2      | -1  |
| Play-out                 | -     | 1       | 1       | 0       | 0       | 2       | 0       | 1            | 1            | 0            | 0            | 1            | 0            | 2      | 2      | 0      | 0      | 3      | 0      | +3  |
| Totale                   | -     | 17      | 4       | 5       | 8       | 18      | 19      | 17           | 4            | 4            | 9            | 13           | 25           | 34     | 8      | 9      | 17     | 31     | 44     | -13 |

### Andamento in campionato
| Giornata  | 1  | 2  | 3  | 4  | 5  | 6  | 7  | 8  | 9  | 10 | 11 | 12 | 13 | 14 | 15 | 16 | 17 | 18 | 19 | 20 | 21 | 22 | 23 | 24 | 25 | 26 | 27 | 28 | 29 | 30 |
| --------- | -- | -- | -- | -- | -- | -- | -- | -- | -- | -- | -- | -- | -- | -- | -- | -- | -- | -- | -- | -- | -- | -- | -- | -- | -- | -- | -- | -- | -- | -- |
| Luogo     | T  | C  | T  | C  | T  | C  | T  | T  | C  | T  | C  | T  | C  | T  | C  | C  | T  | C  | T  | C  | T  | C  | C  | T  | C  | T  | C  | T  | C  | T  |
| Risultato | P  | P  | N  | N  | P  | P  | N  | P  | P  | V  | P  | P  | N  | P  | N  | P  | V  | V  | P  | P  | P  | P  | N  | N  | N  | P  | V  | V  | V  | N  |
| Posizione | 12 | 15 | 15 | 15 | 15 | 15 | 15 | 15 | 15 | 14 | 14 | 15 | 15 | 16 | 15 | 16 | 15 | 14 | 14 | 15 | 15 | 15 | 15 | 14 | 14 | 15 | 15 | 14 | 14 | 14 |

Fonte:  Match analysis, su ssbarletta.com.
Legenda:

Luogo: C = Casa; T = Trasferta. Risultato: V = Vittoria; N = Pareggio; P = Sconfitta.

### Statistiche dei giocatori
| Giocatore     | Lega Pro Prima Divisione | Lega Pro Prima Divisione | Lega Pro Prima Divisione | Lega Pro Prima Divisione | Coppa Italia | Coppa Italia | Coppa Italia | Coppa Italia | Coppa Italia Lega Pro | Coppa Italia Lega Pro | Coppa Italia Lega Pro | Coppa Italia Lega Pro | Play-out | Play-out | Play-out    | Play-out   | Totale   | Totale | Totale      | Totale     |
| Giocatore     | Presenze                 | Reti                     | Ammonizioni              | Espulsioni               | Presenze     | Reti         | Ammonizioni  | Espulsioni   | Presenze              | Reti                  | Ammonizioni           | Espulsioni            | Presenze | Reti     | Ammonizioni | Espulsioni | Presenze | Reti   | Ammonizioni | Espulsioni |
| ------------- | ------------------------ | ------------------------ | ------------------------ | ------------------------ | ------------ | ------------ | ------------ | ------------ | --------------------- | --------------------- | --------------------- | --------------------- | -------- | -------- | ----------- | ---------- | -------- | ------ | ----------- | ---------- |
| M. Albanese   | 1                        | 0                        | 0                        | 0                        | -            | -            | -            | -            | 1                     | 0                     | 0                     | 0                     | -        | -        | -           | -          | 2        | 0      | 0           | 0          |
| R. Allegretti | 18                       | 2                        | 5                        | 0                        | -            | -            | -            | -            | -                     | -                     | -                     | -                     | 2        | 1        | 1           | 0          | 20       | 3      | 6           | 0          |
| M. Angeletti  | 4                        | 0                        | 0                        | 0                        | 1            | 0            | 0            | 0            | 1                     | 0                     | 0                     | 0                     | -        | -        | -           | -          | 6        | 0      | 0           | 0          |
| R. Barbuti    | 19                       | 1                        | 4                        | 0                        | -            | -            | -            | -            | -                     | -                     | -                     | -                     | -        | -        | -           | -          | 19       | 1      | 4           | 0          |
| L. Burzigotti | 19                       | 3                        | 7                        | 1                        | -            | -            | -            | -            | 1                     | 0                     | 1                     | 0                     | 2        | 0        | 0           | 0          | 22       | 3      | 8           | 1          |
| L. Calapai    | 26                       | 1                        | 1                        | 1                        | -            | -            | -            | -            | -                     | -                     | -                     | -                     | 1        | 0        | 0           | 0          | 27       | 1      | 1           | 1          |
| V. Camilleri  | 11                       | 0                        | 1                        | 0                        | -            | -            | -            | -            | -                     | -                     | -                     | -                     | 2        | 0        | 0           | 0          | 13       | 0      | 1           | 0          |
| M. Carretta   | 20                       | 2                        | 3                        | 0                        | 1            | 0            | 0            | 0            | 1                     | 0                     | 0                     | 0                     | 1        | 1        | 0           | 0          | 23       | 3      | 3           | 0          |
| S. Castellani | -                        | -                        | -                        | -                        | -            | -            | -            | -            | 1                     | 1                     | 0                     | 0                     | -        | -        | -           | -          | 1        | 1      | 0           | 0          |
| F. Cerone     | -                        | -                        | -                        | -                        | -            | -            | -            | -            | -                     | -                     | -                     | -                     | -        | -        | -           | -          | -        | -      | -           | -          |
| E. Cicerelli  | 7                        | 1                        | 1                        | 0                        | -            | -            | -            | -            | 1                     | 0                     | 0                     | 0                     | 2        | 0        | 0           | 0          | 10       | 1      | 1           | 0          |
| M. Cilli      | -                        | -                        | -                        | -                        | -            | -            | -            | -            | -                     | -                     | -                     | -                     | -        | -        | -           | -          | -        | -      | -           | -          |
| J. Dall'Oglio | 8                        | 1                        | 2                        | 1                        | 1            | 0            | 0            | 0            | -                     | -                     | -                     | -                     | 2        | 0        | 0           | 0          | 11       | 1      | 2           | 1          |
| A. De Leidi   | 20                       | 0                        | 4                        | 2                        | -            | -            | -            | -            | -                     | -                     | -                     | -                     | -        | -        | -           | -          | 20       | 0      | 4           | 2          |
| M. De Lucia   | -                        | -                        | -                        | -                        | 1            | 0            | 0            | 0            | -                     | -                     | -                     | -                     | -        | -        | -           | -          | 1        | 0      | 0           | 0          |
| J. Dezi       | 26                       | 7                        | 7                        | 0                        | 1            | 0            | 1            | 0            | -                     | -                     | -                     | -                     | 2        | 0        | 0           | 0          | 29       | 7      | 8           | 0          |
| F. Di Bella   | 12                       | 0                        | 3                        | 1                        | -            | -            | -            | -            | -                     | -                     | -                     | -                     | 2        | 0        | 0           | 0          | 14       | 0      | 3           | 1          |
| F. Di Gennaro | -                        | -                        | -                        | -                        | -            | -            | -            | -            | -                     | -                     | -                     | -                     | -        | -        | -           | -          | -        | -      | -           | -          |
| M. Ferrara    | -                        | -                        | -                        | -                        | -            | -            | -            | -            | -                     | -                     | -                     | -                     | -        | -        | -           | -          | -        | -      | -           | -          |
| D. Ferreira   | 13                       | 0                        | 2                        | 0                        | -            | -            | -            | -            | -                     | -                     | -                     | -                     | -        | -        | -           | -          | 13       | 0      | 2           | 0          |
| R. Franchini  | -                        | -                        | -                        | -                        | 1            | 0            | 0            | 0            | -                     | -                     | -                     | -                     | -        | -        | -           | -          | 1        | 0      | 0           | 0          |
| A. La Mantia  | 25                       | 5                        | 3                        | 0                        | -            | -            | -            | -            | 1                     | 0                     | 1                     | 0                     | 2        | 1        | 0           | 0          | 28       | 6      | 4           | 0          |
| L. Liverani   | 17                       | - 17                     | 0                        | 0                        | -            | -            | -            | -            | 1                     | - 2                   | 0                     | 0                     | 2        | 0        | 0           | 0          | 20       | 0      | 0           | 0          |
| F. Mazzarani  | 11                       | 0                        | 2                        | 2                        | 1            | 0            | 0            | 0            | -                     | -                     | -                     | -                     | -        | -        | -           | -          | 12       | 0      | 2           | 2          |
| F. Meduri     | 16                       | 1                        | 3                        | 0                        | -            | -            | -            | -            | -                     | -                     | -                     | -                     | -        | -        | -           | -          | 16       | 1      | 3           | 0          |
| L. Menegaz    | 5                        | 0                        | 1                        | 0                        | 1            | 0            | 0            | 0            | 1                     | 0                     | 0                     | 0                     | -        | -        | -           | -          | 7        | 0      | 1           | 0          |
| A. Mengoni    | -                        | -                        | -                        | -                        | 1            | 0            | 0            | 0            | -                     | -                     | -                     | -                     | -        | -        | -           | -          | 1        | 0      | 0           | 0          |
| M. Meucci     | 13                       | 0                        | 5                        | 0                        | -            | -            | -            | -            | 1                     | 0                     | 1                     | 0                     | -        | -        | -           | -          | 14       | 0      | 6           | 0          |
| M. Minieri    | -                        | -                        | -                        | -                        | -            | -            | -            | -            | -                     | -                     | -                     | -                     | -        | -        | -           | -          | -        | -      | -           | -          |
| S. Molina     | 29                       | 2                        | 6                        | 0                        | -            | -            | -            | -            | -                     | -                     | -                     | -                     | 2        | 0        | 1           | 0          | 31       | 2      | 7           | 0          |
| P. Pane       | 13                       | - 22                     | 2                        | 0                        | 1            | - 3          | 0            | 0            | -                     | -                     | -                     | -                     | -        | -        | -           | -          | 14       | 0      | 2           | 0          |
| F. Petterini  | 4                        | 0                        | 0                        | 0                        | 1            | 0            | 0            | 0            | 1                     | 0                     | 0                     | 0                     | -        | -        | -           | -          | 6        | 0      | 0           | 0          |
| M. Piccinni   | 18                       | 0                        | 4                        | 1                        | -            | -            | -            | -            | -                     | -                     | -                     | -                     | -        | -        | -           | -          | 18       | 0      | 4           | 1          |
| A. Pippa      | 12                       | 0                        | 2                        | 1                        | -            | -            | -            | -            | -                     | -                     | -                     | -                     | 2        | 0        | 0           | 0          | 14       | 0      | 2           | 1          |
| J. Prutsch    | 8                        | 0                        | 2                        | 0                        | -            | -            | -            | -            | -                     | -                     | -                     | -                     | 2        | 0        | 1           | 0          | 10       | 0      | 3           | 0          |
| F. Romeo      | 20                       | 0                        | 5                        | 0                        | -            | -            | -            | -            | 1                     | 0                     | 0                     | 0                     | 2        | 0        | 1           | 0          | 23       | 0      | 6           | 0          |
| D. Simoncelli | 17                       | 1                        | 1                        | 0                        | 1            | 0            | 0            | 0            | 1                     | 0                     | 0                     | 0                     | -        | -        | -           | -          | 19       | 1      | 1           | 0          |
| N. Youssoufa  | -                        | -                        | -                        | -                        | -            | -            | -            | -            | -                     | -                     | -                     | -                     | -        | -        | -           | -          | -        | -      | -           | -          |
| A. Vacca      | 3                        | 0                        | 0                        | 0                        | 1            | 0            | 1            | 0            | 1                     | 0                     | 1                     | 0                     | -        | -        | -           | -          | 5        | 0      | 2           | 0          |
| G. Zappacosta | -                        | -                        | -                        | -                        | 1            | 0            | 0            | 0            | -                     | -                     | -                     | -                     | -        | -        | -           | -          | 1        | 0      | 0           | 0          |

## Giovanili

### Organigramma societario
Area direttiva:
- Responsabile Settore Giovanile: Giuseppe Pavone fino al 16 dicembre 2012[11]

Area tecnica - Berretti
- Allenatore: Gaetano Pavone
- Allenatore in 2^: Paolo Caravella
- Dirigente accompagnatore: Francesco Dipiano
- Preparatore atletico: Maurizio Nanula
- Preparatore portieri: Daniele Cilli

Area tecnica - Allievi Nazionali
- Allenatore Allievi Nazionali: Domenico Capurso
- Dirigente accompagnatore: Angelo Cafagna
- Preparatore atletico: Maurizio Nanula
- Preparatore portieri: Daniele Cilli

Area tecnica - Giovanissimi Nazionali
- Allenatore Giovanissimi Nazionali: Mauro Lagrasta fino al 7 dicembre 2012,[113][114] dal 9 gennaio 2013 Antonio Cavaliere[115]
- Dirigente accompagnatore: Alfonso Lavecchia
- Preparatore atletico: Maurizio Nanula
- Preparatore portieri: Daniele Cilli

Area organizzativa
- Segretario: Francesco Dicorato
- Magazziniere: Ruggiero Scommegna

Area sanitaria
- Staff medico: Francesco Lelario e Vito Rastelli
- Fisioterapisti: Andrea Giuseppe Gissi e Giuseppe Scommegna

### Piazzamenti
- Berretti
  - Campionato: 4º posto nel girone E (52 punti)
- Allievi Nazionali
  - Campionato: 13º posto nel girone G (21 punti)
  - XVII Torneo Nazionale "Giovani Speranze": 4º posto nel girone D (0 punti)[116][117][118]
- Giovanissimi Nazionali
  - Campionato: 14º posto nel girone G (13 punti)